# Torpedowce typu Tb 74 T
Torpedowce typu Tb 74T – seria austro-węgierskich torpedowców z okresu I wojny światowej, licząca 8 jednostek. Służyły następnie w składzie marynarek wojennych innych krajów śródziemnomorskich i czarnomorskich, podczas II wojny światowej i po niej.

## Historia
Na początku drugiego dziesięciolecia XX wieku marynarka wojenna Austro-Węgier dysponowała pewną liczbą przestarzałych torpedowców, nie spełniających wymogu współpracy z zespołami floty. W związku z tym w marcu 1910 roku Komitet Techniczny Marynarki (Marinetechnisches Komiteé) opracował założenia techniczne dla nowych okrętów tej klasy. Był wśród nich wstępny projekt typu, określanego od przewidywanej wyporności jako 250-tonowy. Oficjalnie klasyfikowane jako torpedowce pełnomorskie (Hochsee-Torpedoboote), były faktycznie, przy swojej wielkości i uzbrojeniu, przeznaczone do działań przybrzeżnych. Dla zmniejszenia kosztów zmniejszono początkowy wymóg prędkości 30 węzłów, na 28 węzłów.
Pierwszym zamówionym 16 stycznia 1912 typem 250-tonowego torpedowca był Tb 74 T, określony tak od oznaczenia pierwszego okrętu. Zaprojektowała go stocznia Stabilimento Tecnico Triestino (STT) w Trieście (wówczas austriackim). Były one pierwszymi w cesarsko-królewskiej flocie okrętami tej klasy i wielkości, wyposażonymi w napęd turbinowy. Następnie inne stocznie zbudowały zbliżone serie turbinowych torpedowców 250-tonowych typów Tb 82F i Tb 98M, o podobnych charakterystykach.
Torpedowce typu Tb 74T różniły się od dalszych typów przede wszystkim jednokominową sylwetką oraz rodzajem zastosowanych turbin, w ich przypadku były to turbiny Parsonsa. Linie kadłuba, z krótkim pokładem dziobowym, były podobne do typu Tb 82F, natomiast typ Tb 98M odróżniał się tu w większym stopniu. Początkowo projektowano uzbrojenie okrętów typu Tb 74T w trzy armaty 66 mm i trzy wyrzutnie torped 450 mm, lecz ostatecznie otrzymały dwie armaty i cztery wyrzutnie torped, tak samo, jak torpedowce typów 82F i 98M.
Okręty nosiły skrót SM Tb (Seiner Majestät Torpedoboot – torpedowiec Jego Cesarskiej Mości) i numer od 74 do 81, z dodatkową literą T, oznaczającą stocznię w Trieście. Od 21 maja 1917 usunięto literę T, pozostawiając jedynie numery.

## Okręty
| Nazwa  | Wodowanie    | Wejście do służby austro-węgierskiej | Los                                                                                    |
| ------ | ------------ | ------------------------------------ | -------------------------------------------------------------------------------------- |
| Tb 74T | 28. 08. 1913 |                                      | → Rumunia: „Viforul”, wycof. 1932                                                      |
| Tb 75T | 20. 11. 1913 |                                      | → Rumunia: „Vartejul”, wycof. 1932                                                     |
| Tb 76T | 15. 12. 1913 | 20. 07. 1914                         | → Jugosławia: T-1, złom. 1959                                                          |
| Tb 77T | 30. 01. 1914 |                                      | → Jugosławia: T-2, wycof. 1939                                                         |
| Tb 78T | 04. 03. 1914 | 23. 08. 1914                         | → Jugosławia: T-3 → Włochy: T-3 → Niemcy: TA-48 → Chorwacja: TA-48, zatop. 20. 2. 1945 |
| Tb 79T | 30. 04. 1914 |                                      | → Jugosławia: T-4, wycof. 1932                                                         |
| Tb 80T | 03. 08. 1914 |                                      | → Rumunia: „Vijelia”, wycof. 1932                                                      |
| Tb 81T | 06. 08. 1914 | 02. 12. 1914                         | → Rumunia: „Sborul”, złom. 1958                                                        |

Główne źródło:

## Opis
Torpedowce typu Tb 74T miały architekturę typową dla okrętów tej klasy z okresu I wojny światowej. Miały wysmukły kadłub, z podniesionym pokładem dziobowym na niecałej 1/5 długości kadłuba. Dziobnica była lekko nachylona do przodu. Dzięki niewielkiemu wzniosowi pokładu dziobowego, miały nieco lepszą dzielność morską od typu 84F. Na pokładzie dziobowym znajdowało się jedno działo, a drugie na rufie. Przedni dwuwyrzutniowy obrotowy aparat torpedowy umieszczony był w „studni” między uskokiem pokładu dziobowego a nadbudówką, na pokładzie górnym. Tuż przed nadbudówką był umieszczony charakterystyczny dla tej serii duży nawiewnik. Niewielka nadbudówka miała wystające do przodu i na boki górne piętro, mieszczące odkryty pomost bojowy, a za nim platformę reflektora i maszt. W toku służby, na niektórych obudowano pomost bojowy. Dalej, na niskiej pokładówce nad siłownią, ciągnącej się przez całe śródokręcie, umieszczony był lekko pochylony komin, łodzie okrętowe, maszt rufowy z żurawiem do łodzi oraz rufowy aparat torpedowy. Okręty miały pojedynczy ster, zawieszony na pionowej stewie rufowej i wystający do tyłu poza kadłub (podobnie, jak typ Tb 82F).
Siłownia składała się z dwóch kotłów parowych wodnorurkowych typu Yarrow oraz dwóch turbin parowych Parsons, napędzających dwie śruby. Moc nominalna wynosiła 5000 KM, lecz maksymalna dochodziła do 5700 KM. Zapas paliwa obejmował 18,2 tony węgla i 24,3 ton ropy (według innych danych, odwrotne wartości). Miały one najmniejszy zasięg spośród 250-tonowych torpedowców, ponadto ich turbiny były dość zawodne. Prędkość maksymalna wynosiła 28-29,4 węzłów (podczas II wojny światowej realnie ok. 20 węzłów).
Uzbrojenie początkowo stanowiły dwie pojedyncze armaty morskie kal. 66 mm (nominalnie 7 cm) o długości lufy L/30 (30 kalibrów), jeden przeciwlotniczy km Schwarzlose kal. 8 mm oraz cztery wyrzutnie torped kalibru 450 mm w dwóch podwójnych aparatach. Od 1917 roku rufową armatę 66 mm mocowano na podstawie umożliwiającej prowadzenie ognia do celów powietrznych. W poszczególnych państwach okręty te bywały później przezbrajane.

## Służba w skrócie

### Austro-Węgry
Torpedowce typu Tb 74T okazały się udanym i dość długowiecznym typem okrętów. Weszły do służby w marynarce Austro-Węgier w 1914 roku. Służyły aktywnie do różnych zadań na Adriatyku podczas I wojny światowej, takich jak eskorta konwojów, ochrona większych okrętów, zwalczanie okrętów podwodnych, trałowanie min. Jednym z zadań było współdziałanie z lotnictwem morskim, w tym poszukiwania uszkodzonych wodnosamolotów. Wszystkie okręty przetrwały wojnę.
Po wojnie, wraz z likwidacją marynarki Austro-Węgier, zostały rozdzielone pomiędzy zwycięskie państwa w ramach reparacji (wraz z torpedowcami typu Tb 82F).

### Jugosławia, Włochy, Niemcy
Cztery okręty tego typu przyznano Jugosławii (Tb 76, 77, 78, 79), dokąd trafiły w 1921. Otrzymały nazwy odpowiednio: T 1, T 2, T 3, T 4. T 4 wycofano w 1932 po uszkodzeniu na skałach, a T 2 w 1939. Pozostałe dwa (T 1 i T 3) zostały w kwietniu 1940 zdobyte przez Włochy i wcielone do marynarki włoskiej pod dotychczasowymi nazwami. Po kapitulacji Włoch, T 1 przedostał się na Maltę, po czym służył w powojennej Jugosławii pod nazwą „Golenica” aż do 1959 roku. T 3 został zdobyty przez Niemców i wcielony do służby jako TA 48. Między sierpniem a grudniem 1944 wchodził w skład marynarki Niepodległego Państwa Chorwackiego, następnie służył w Kriegsmarine z chorwacką załogą i został zatopiony przez lotnictwo alianckie w Trieście 20 lutego 1945.
W jugosłowiańskiej służbie zamieniono armaty na działa uniwersalne 66 mm L/45 Skoda i dodano drugi karabin maszynowy, załogę stanowiły 52 osoby.

### Rumunia, ZSRR
Cztery okręty otrzymała Rumunia: Tb 75, 76, 80 i 81. Otrzymały one nazwy: „Viforul”, „Vartejul”, „Vijelia” i „Sborul”. Trzy pierwsze wycofano w 1932, a „Sborul” służył podczas II wojny światowej. Został zdobyty i pomiędzy wrześniem 1944 a październikiem 1945 służył w marynarce ZSRR jako patrolowiec pod nazwą „Musson”. Po zwróceniu Rumunii, służył do końca lat 60.
W rumuńskiej służbie, na początku II wojny światowej zamieniano rufową armatę 66 mm na pojedyncze działko przeciwlotnicze 37 mm C/30 L/83, dodano następnie działko plot 20 mm C/38 i przystosowano okręty do celów eskortowych, montując 4 miotacze i 2 zrzutnie bomb głębinowych. W toku wojny zdjęto wyrzutnie torpedowe.